# Glass Marcano
Gladysmarli Del Valle Vadel Marcano (San Felipe, Yaracuy, 31 de mayo) más conocida como Glass Marcano, es una directora de orquesta venezolana. Se formó como directora en su país en el Sistema Nacional de Orquestas y Coros Juveniles e Infantiles de Venezuela. En 2020, Marcano participó en el primer concurso internacional para mujeres directoras de orquesta, en París, llamado La Maestra, donde obtuvo el Premio especial de la orquesta. Marcano se convirtió en la primera mujer negra en dirigir una orquesta sinfónica en Francia.

## Biografía
Cuando era joven, durante su adolescencia en San Felipe, tuvo una etapa como grafitera. Fue en ese entonces cuando se comenzó a llamar Glass Marcano. Sus amigos la comenzaron a llamar así en 2008, y adoptó ese mote en las redes sociales.

### Estudios musicales
Glass Marcano comenzó sus estudios musicales a la edad de 4 años. Su instrumento musical es el violín. A los 8 años ingresó al Conservatorio de Música Mescoli White Star, donde aprendió teoría musical; continuó sus lecciones de violín y tocó en una orquesta infantil. Al año siguiente, se incorporó a la Orquesta Juvenil de San Felipe dirigida por Diego Guzmán. En enero de 2006 se integró a la Orquesta Sinfónica Yaracuy y a la orquesta Sinfónica de la Juventud Yaracuyana. Fue al frente de esta orquesta donde tuvo su primera experiencia como directora durante una gira por Colombia en 2012.
Al igual que Rafael Payare, Domingo Hindoyan y Gustavo Dudamel antes que ella, en 2013 se incorporó al programa de educación musical El Sistema iniciado por José Antonio Abreu. Comenzó a realizar estudios en 2013 con Teresa Hernández en la escuela El Sistema, y con Alfredo Rugeles en la Universidad Nacional Experimental de las Artes (Unearte) en Caracas. Se perfeccionó con Rodolfo Saglimbeni, Pablo Catellanos, Miguel Ángel Monrroy, David Cukber y Dick van Gasteren.
Tras llegar a Francia en 2020, se matriculó en la dirección del Conservatoire à rayonnement régional de París.
Marcano también estudió derecho en la Universidad Central de Venezuela, y aunque había dejado la carrera para continuar con su formación musical, obtuvo su título en 2022.

### Carrera musical
En 2018 fue nombrada directora de la Orquesta Sinfónica Juvenil del Conservatorio Simón Bolívar. También ha dirigido a otras orquestas de Venezuela, como la Orquesta Juventud Barloventeña, la Orquesta Regional Antonio José de Sucre, la Orquesta Sinfónica de Aragua, la Orquesta Sinfónica Juvenil de Yaracuy, la Orquesta Sinfónica Juvenil de Valencia, Orquesta Sinfónica de Carabobo y la Orquesta Sinfónica de Mérida.

En septiembre de 2020, Marcano participó en la primera edición de La Maestra, un concurso internacional para mujeres directoras de orquesta celebrado en París. Esta competición fue creada por Laurent Bayle y Claire Gibault, con el objetivo de darle mayor oportunidad e incentivar a jóvenes directoras de orquesta. Marcano fue una de las 12 seleccionadas de un total de 220 candidatas en todo el mundo. Glass Marcano llegó a las semifinales y recibió el Premio de la Orquesta, concedido por los miembros de la Orquesta Mozart de París. Después de ganar el reconocimiento, Marcano señaló en Instagram:
Estoy muy muy contenta, acabo de recibir el premio de la orquesta, que veo que es el mejor premio que hay. Muy muy contenta (…) haré lo mejor posible en otra oportunidad. Yo quería ganar, pero bueno, la competencia estaba muy fuerte. Estoy sorprendida por el premio de la orquesta.
Tras su paso por el concurso de dirección de orquesta La Maestra, Claire Gibault la invitó a dirigir una serie de conciertos con su Orquesta Mozart de París. Después fue contratada como asistente por François-Xavier Roth en Colonia y Maxime Pascal en Lille, así como por Marin Alsop para sus clases magistrales en video. Forma parte del proyecto Demos de la Filarmónica de París.
Glass Marcano ha dirigido al conjunto instrumental Le Balcon en el Festival de la Fundación Singer-Polignac, sin público, el 14 de noviembre de 2020.
Su debut europeo en un concierto sinfónico tuvo lugar el 5 y 6 de febrero de 2021 con la Orchestre de la region Centre-Val de Loire en el Grand Théâtre de Tours, convirtiéndose en la primera mujer negra en dirigir una orquesta sinfónica en Francia. El 24 de febrero de 2021, dirigió la Orquesta Nacional de Lyon en la Final de la Sinfonía n.º 4 de Chaikovski durante la ceremonia de Victorias de la Música Clásica en vivo en France 3.
En junio de 2023, Marcano dirigió la Orquesta Filarmónica de Bruselas, convirtiéndose en la primera mujer latinoamericana en hacerlo. En el concierto, ante un auditorio de 900 personas, dirigió la Sinfonía n.º 5 de Chaikovski.
El 18 y 19 de octubre de 2024, fue directora invitada de la Orquesta Sinfónica de la Universidad de Concepción, en Chile, país al que no había asistido a dirigir con anterioridad. Ahí interpretó un programa compuesto por Brote Insurgente, de Valeria Valle; el Concierto para clarinete, K. 622, de Mozart; y la Sinfonía n.º 9, "Del Nuevo Mundo" de Dvořák.
En noviembre de 2024, fue invitada para dirigir en la sala Brahms, de la Wiener Concert-Verein, con Richard Galliano como solista. En el programa había obras de Mozart, Amir Safari, Astor Piazzolla y el propio Galliano.

## Premios y reconocimientos
Marcano recibió el Premio Especial de la Orquesta (la Orquesta Mozart de París) en el concurso La Maestra de París en septiembre de 2020. Las circunstancias en las que pudo participar en este concurso internacional cuando ganaba su vida como vendedora de frutas en Caracas, complicadas aún más por el contexto de la pandemia de COVID-19, han sido ampliamente divulgadas por los medios de comunicación.
También en 2020, recibió el premio «Beca Padrino» de The Venezuelan American Endowment for the Arts, como un apoyo para artistas y estudiantes con talentos excepcionales para apoyar sus carreras.